# L'essenziale (Marco Mengoni)
L'essenziale è un singolo del cantautore italiano Marco Mengoni, pubblicato il 14 febbraio 2013 come primo estratto dal secondo album in studio Pronto a correre.
Il brano ha vinto il Festival di Sanremo 2013, venendo poi scelto per rappresentare l'Italia all'Eurovision Song Contest 2013, dove si è classificato al settimo posto; nello stesso anno, il suo video musicale ufficiale ha vinto il Premio Roma Videoclip nella sezione Il cinema incontra la musica. Successivamente il brano ha trionfato all'Eurosong Awards 2013 come Meilleur chanson de l'année e ha vinto il Sanremo Hit Award come Airplay TV.
Nel 2020 il brano è stato incluso tra i 45 brani più belli della musica italiana all'interno dell'evento radiofonico I Love My Radio.
Nel 2023 la rivista Panorama ha inserito il brano nella lista delle 100 Canzoni italiane più belle del ventunesimo secolo.

## Descrizione
Il brano, prodotto da Michele Canova Iorfida, è stato scritto da Roberto Casalino e Francesco De Benedittis, i quali hanno realizzato le musiche assieme a Mengoni. Originariamente, i due autori avevano proposto il brano a Noemi, per poi rivolgersi a Mengoni.
Il brano è stato presentato durante la prima serata del Festival di Sanremo 2013 e, sfidandosi contro il secondo inedito presentato dal cantante, Bellissimo, ha passato il turno durante la votazione combinata di giuria e televoto, ottenendo il 55% delle preferenze e venendo quindi scelto come brano finalista di Mengoni. In occasione dell'ultima serata della manifestazione, L'essenziale ha ottenuto la vittoria alla manifestazione canora. Per la stessa occasione, il cantante ha dedicato la vittoria al compianto Luigi Tenco. Poco più tardi, la canzone è stata inserita nella compilation dedicata al Festival, intitolata Sanremo 2013.

## Video musicale
Il videoclip, diretto da Giuseppe La Spada, è stato pubblicato il 15 febbraio 2013 attraverso il canale ufficiale Vevo del cantante. Lo stesso video è stato caricato sul canale ufficiale dell'Eurovision Song Contest. Nel dicembre dello stesso anno, il video musicale ha vinto il Premio Roma Videoclip per la categoria regia nella sezione Il cinema incontra la musica.

## Tracce
Testi di Roberto Casalino e Francesco De Benedittis, musiche di Roberto Casalino, Francesco De Benedittis e Marco Mengoni.
1. L'essenziale – 3:40

## Successo commerciale
Nella settimana della sua pubblicazione, L'essenziale ha debuttato alla prima posizione della Top Singoli stilata dalla FIMI e nella stessa settimana viene certificato disco d'oro per aver venduto oltre 15 000 copie. Nella settimana seguente il singolo è stato certificato disco di platino per aver vendute oltre 30 000 copie in digitale, mentre dopo un mese e mezzo dalla sua pubblicazione, il singolo è stato certificato disco multiplatino per aver venduto oltre 60 000 copie, dato salito a 100.000.
Il singolo, dal suo debutto, è rimasto ininterrottamente per otto settimane alla prima posizione della Top Singoli, per poi rimanere, nelle due settimane successive, nella Top 10 della medesima classifica. Nel dicembre 2014 il singolo viene certificato quattro volte disco di platino, per le oltre 120 000 copie vendute.
Nel primo semestre 2013, il singolo si è posizionato alla prima posizione tra i singoli più venduti in Italia secondo la classifica stilata dalla FIMI, unico italiano nella top ten, per poi posizionarsi al terzo posto nella classifica annuale FIMI.

## Classifiche

### Classifiche settimanali
| Classifica (2013) | Posizione massima |
| ----------------- | ----------------- |
| Austria           | 60                |
| Belgio (Fiandre)  | 81                |
| Belgio (Vallonia) | 77                |
| Germania          | 79                |
| Italia            | 1                 |
| Paesi Bassi       | 69                |
| Spagna            | 43                |
| Svizzera          | 36                |

### Classifiche di fine anno
| Classifica (2013) | Posizione |
| ----------------- | --------- |
| Italia            | 3         |

## Incomparable
Il 4 febbraio 2014, Mengoni pubblica la versione spagnola del brano, intitolata Incomparable, promosso all'@edicolafiore di Fiorello il 13 febbraio.
Il singolo è stato accompagnato dal video, pubblicato il 10 febbraio sul proprio canale Vevo. Dopo il successo riscontrato in Spagna il cantautore ha dichiarato l'intenzione di pubblicare la versione spagnola dell'intero album, distribuito da maggio 2014.

### Tracce
1. Incomparable – 3:37